# La Goulafrière
La Goulafrière és un municipi francès situat al departament de l'Eure i a la regió de Normandia. L'any 2007 tenia 167 habitants.

## Demografia

### Població
El 2007 la població de fet de La Goulafrière era de 167 persones. Hi havia 70 famílies, de les quals 16 eren unipersonals (8 homes vivint sols i 8 dones vivint soles), 27 parelles sense fills, 23 parelles amb fills i 4 famílies monoparentals amb fills.
La població ha evolucionat segons el següent gràfic:
Habitants censats

### Habitatges
El 2007 hi havia 107 habitatges, 66 eren l'habitatge principal de la família, 27 eren segones residències i 14 estaven desocupats. Tots els 106 habitatges eren cases. Dels 66 habitatges principals, 56 estaven ocupats pels seus propietaris, 8 estaven llogats i ocupats pels llogaters i 2 estaven cedits a títol gratuït; 1 tenia una cambra, 4 en tenien dues, 10 en tenien tres, 12 en tenien quatre i 40 en tenien cinc o més. 41 habitatges disposaven pel capbaix d'una plaça de pàrquing. A 30 habitatges hi havia un automòbil i a 31 n'hi havia dos o més.

### Piràmide de població
La piràmide de població per edats i sexe el 2009 era:
| Homes | Edats   | Dones |
| ----- | ------- | ----- |
| 0     | 95 o +  | 0     |
| 0     | 90 a 94 | 0     |
| 0     | 85 a 89 | 0     |
| 0     | 80 a 84 | 0     |
| 0     | 75 a 79 | 4     |
| 8     | 70 a 74 | 8     |
| 8     | 65 a 69 | 8     |
| 4     | 60 a 64 | 12    |
| 4     | 55 a 59 | 0     |
| 4     | 50 a 54 | 0     |
| 4     | 45 a 49 | 4     |
| 0     | 40 a 44 | 8     |
| 8     | 35 a 39 | 8     |
| 8     | 30 a 34 | 4     |
| 0     | 25 a 29 | 4     |
| 0     | 20 a 24 | 0     |
| 12    | 15 a 19 | 0     |
| 8     | 10 a 14 | 4     |
| 4     | 5 a 9   | 12    |
| 4     | 0 a 4   | 0     |

## Economia
El 2007 la població en edat de treballar era de 100 persones, 68 eren actives i 32 eren inactives. De les 68 persones actives 61 estaven ocupades (35 homes i 26 dones) i 7 estaven aturades (3 homes i 4 dones). De les 32 persones inactives 15 estaven jubilades, 7 estaven estudiant i 10 estaven classificades com a «altres inactius».

### Ingressos
El 2009 a La Goulafrière hi havia 67 unitats fiscals que integraven 165 persones, la mediana anual d'ingressos fiscals per persona era de 16.001 €.

### Activitats econòmiques
Dels 8 establiments que hi havia el 2007, 2 eren d'empreses de construcció, 1 d'una empresa de comerç i reparació d'automòbils, 1 d'una empresa d'hostatgeria i restauració, 1 d'una empresa immobiliària, 1 d'una empresa de serveis i 2 d'empreses classificades com a «altres activitats de serveis».
L'únic servei als particulars que hi havia el 2009 era un restaurant.
L'any 2000 a La Goulafrière hi havia 15 explotacions agrícoles que ocupaven un total de 972 hectàrees.

## Poblacions més properes
El següent diagrama mostra les poblacions més properes.